# Katastrofa na Stadionu Kanjuruhan 2022.
Katastrofa na Stadionu Kanjuruhan 2022. odvila se 1. listopada 2022. u indonezijskomu gradu Kepanjenu na otoku Java, na nogometnoj utakmici između momčadi Arema i Persebaya Surabaya (2:3). Nakon utakmice navijači Areme izišli su na nogometno igralište i napali policiju i igrače Persebaye, gostujućega kluba. Policija je ispalila suzavac te je time uzrokovala stampedo, a brojni ljudi su se početi gušiti plinom. Poginulo je najmanje 182 ljudi, a još nekoliko stotina je ozlijeđeno, čineći ovu katastrofu najsmrtonosnijom nogometnom katastrofom u Aziji te trećom najsmrtonosnijom nogometnom katastrofom u povijesti.

## Pozadina
Nogometno huliganstvo ima dugu povijest u Indoneziji. Od 1990-ih poginulo je na desetine ljudi. Nekoliko nogometnih navijačkih skupina ima „zapovjednike” te su jedinice interventne policije prisutne na mnogim utakmicama. Policija često koristi bengalke kako bi otjerale navijače koji su izišli na nogometno igralište. Godine 2018. također su izbili neredi na Stadionu Kanjuruhan i to na utakmici između Areme i kluba Persib Bandung. Tada je poginula jedna osoba nakon što je interventna policija koristila suzavac kako bi otjerala navijače. Unatoč tome što FIFA-ine regulacije zabranjuju policiji i stadionskom osoblju da koristi suzavac i vatreno oružje, ta odredba se ne odnosi na natjecanja koje FIFA ne organizira, stoga indonezijskoj policiji nije zabranjeno korištenje suzavca i vatrenog oružja.
Arema i Persebaya Surabaya, dugovječni rivali, trebali su 1. listopada 2022. odigrati ligašku utakmicu na Stadionu Kanjuruhan čiji kapacitet iznosi 42.000. Policija je iz sigurnosnih razloga zatražila da se utakmica odigra tijekom poslijepodneva umjesto u 18:30 po zapadnoindonezijskom vremenu (13:30 po UTC-u) te da maksimalni broj gledatelja iznosi 38.000. Ligaški službenici odbili su zahtjev policije te je tiskano 42.000 ulaznica za tu utakmicu. Nakon savjetovanja s policijom odlučeno je da ulaznice neće biti prodavane gostujućim navijačima.

## Katastrofa
Tijekom utakmice nije bilo znatnih incidenata. Nakon utakmice u kojoj je Arema izgubila 2:3, oko 3000 navijača Areme izašlo je na igralište. Navijači su zahtijevali da vide svoje igrače i osoblje. Sigurnosni službenici i policija bezuspješno su pokušali odvratiti još navijača Areme.  Navijači su potom počeli oštećivati policijska vozila i paliti vatre po stadionu. Igrači gostujućeg kluba Persebaya prvo su pobjegli u svlačionicu kako bi se skrili od navijača Areme, a nakon toga su pobjegli u policijski oklopni transporter. Policija je počela koristiti suzavac kako bi suzbila navijače i otjerala ih s igrališta. Policija je također bacila suzavac na tribine. Veliki broj ljudi počeo se gušiti, stoga je mnoštvo krenulo bježati kroz jedan ulaz (ulaz broj 12). To je rezultiralo gnječenjem mnogih ljudi te gušenjem još više njih. Suzavac je također korišten izvan stadiona.
Neposredno nakon katastrofe igrački lobiji i svlačionice korišteni su kao improvizirana mjesta za evakuaciju, a domaći igrači i osoblje pomogli su evakuirati žrtve na stadionu prije nego što su došla vozila hitne pomoći i vozila indonezijske vojske.

## Posljedice
Sve utakmice indonezijske prve lige suspendirane su na tjedan dana. Indonezijski nogometni savez zabranio je sve domaće utakmice Areme do kraja sezone. Indonezijski predsjednik Joko Widodo kasnije je naložio savezu da suspendira sve utakmice indonezijske prve lige sve dok se ne provede „procjena poboljšanja sigurnosnih procedura”.